# Barton County (Kansas)
Barton County ist ein County im Bundesstaat Kansas der Vereinigten Staaten. Der Verwaltungssitz (County Seat) ist Great Bend. Das U.S. Census Bureau hat bei der Volkszählung 2020 eine Einwohnerzahl von 25.493 ermittelt.

## Geographie
Das County liegt nahe dem geographischen Zentrum von Kansas und hat eine Fläche von 2332 Quadratkilometern, wovon 17 Quadratkilometer Wasserfläche sind. Es grenzt im Uhrzeigersinn an folgende Countys: Russell County, Ellsworth County, Rice County, Stafford County, Pawnee County und Rush County.

## Geschichte
Barton County wurde am 26. Februar 1867 aus Teilen des Marion County gebildet. Benannt wurde es nach Clara Barton, einer US-amerikanischen Krankenschwester, Lehrerin und Philanthropin. Sie gründete das Amerikanische Rote Kreuz und hatte darüber hinaus auch großen Einfluss auf das Selbstverständnis der Internationalen Rotkreuz- und Rothalbmond-Bewegung.
Insgesamt sind 18 Bauwerke und Stätten des Countys im National Register of Historic Places eingetragen.

## Demografische Daten
Nach der Volkszählung im Jahr 2000 lebten im Barton County 28.205 Menschen in 11.393 Haushalten und 7.530 Familien im Barton County. Die Bevölkerungsdichte betrug 12 Einwohner pro Quadratkilometer. Ethnisch betrachtet setzte sich die Bevölkerung zusammen aus 92,98 Prozent Weißen, 1,15 Prozent Afroamerikanern, 0,51 Prozent amerikanischen Ureinwohnern, 0,23 Prozent Asiaten, 0,01 Prozent Bewohnern aus dem pazifischen Inselraum und 3,51 Prozent aus anderen ethnischen Gruppen; 1,6 Prozent stammten von 2 oder mehr Ethnien ab. 8,31 Prozent der Bevölkerung waren spanischer oder lateinamerikanischer Abstammung.
Von den 11.393 Haushalten hatten 31,3 Prozent Kinder unter 18 Jahren, die mit ihnen gemeinsam lebten. 55,1 Prozent waren verheiratete, zusammenlebende Paare, 7,8 Prozent waren allein erziehende Mütter und 33,9 Prozent waren keine Familien. 30,2 Prozent aller Haushalte waren Singlehaushalte und in 14,3 Prozent lebten Menschen mit 65 Jahren oder darüber. Die Durchschnittshaushaltsgröße betrug 2,41 und die durchschnittliche Familiengröße betrug 3,01 Personen.
26,0 Prozent der Bevölkerung waren unter 18 Jahre alt. 9,0 Prozent zwischen 18 und 24 Jahre, 25,1 Prozent zwischen 25 und 44 Jahre, 22,0 Prozent zwischen 45 und 64 Jahre und 17,9 Prozent waren 65 Jahre alt oder älter. Das Durchschnittsalter betrug 39 Jahre. Auf 100 weibliche Personen kamen 93,8 männliche Personen. Auf 100 erwachsene Frauen ab 18 Jahren kamen 90,1 Männer.
Das jährliche Durchschnittseinkommen eines Haushalts betrug 32.176 USD, das Durchschnittseinkommen einer Familie betrug 39.929 USD. Männer hatten ein Durchschnittseinkommen von 28.803 USD, Frauen 20.428 USD. Das Prokopfeinkommen betrug 16.695 USD. 9,9 Prozent der Familien und 12,9 Prozent der Bevölkerung lebten unterhalb der Armutsgrenze.

## Orte im County
- Albert
- Beaver
- Boyd
- Claflin
- Dartmouth
- Dubuque
- Dundee
- Ellinwood
- Farhman
- Galatia
- Great Bend
- Heizer
- Hitschmann
- Hoisington
- Kanbrick
- Millard
- Odin
- Olmitz
- Pawnee Rock
- Redwing
- South Hoisington
- Stickney
- Susank

Townships
- Albion Township
- Beaver Township
- Buffalo Township
- Cheyenne Township
- Clarence Township
- Cleveland Township
- Comanche Township
- Eureka Township
- Fairview Township
- Grant Township
- Great Bend Township
- Independent Township
- Lakin Township
- Liberty Township
- Logan Township
- North Homestead Township
- Pawnee Rock Township
- South Bend Township
- South Homestead Township
- Union Township
- Walnut Township
- Wheatland Township